# Горбунов, Борис Дмитриевич
Горбунов Борис Дмитриевич (10 сентября 1938, деревня Сибаторкино / Четнаево, Горномарийский район, Марийская АССР, РСФСР, СССР — 15 ноября 2022, Четнаево, Горномарийский район, Марий Эл, Россия) — председатель правления сельскохозяйственного производственного кооператива имени академика Мосолова Горномарийского района Республики Марий Эл. Депутат Верховного Совета СССР X—XI созывов (1979—1989).

## Биография
Родился 10 сентября 1938 года в деревне Сибаторкино (ныне Четнаево) Горномарийского района Республики Марий Эл.
Трудовую деятельность начал в 1957 году рядовым колхозником колхоза имени Мосолова. С 1957 по 1960 год служил в армии. После окончания Ардинского училища механизации сельского хозяйства в 1961 году работал трактористом. В 1964 году окончил школу по подготовке руководящих кадров колхозов в городе Йошкар-Ола и в феврале 1965 года на общем собрании колхозников избран председателем колхоза имени Мосолова. В 1972 году прошёл курсы при Горьковском сельскохозяйственном институте.
Под его руководством хозяйство из года в год повышало свои производственные и экономические показатели. Был инициатором внедрения передовых методов, технологий, новшеств в животноводстве и растениеводстве, компьютеризации учёта. Большое внимание уделял организации труда, внедрению хозрасчётных отношений между подразделениями, применение балльной и чековой системы. Заранее он предвидел и готовил хозяйство к работе в рыночных условиях. Внимание специалистов направлял на развитие высококлассного стада и создание собственной кормовой базы даже при ежегодном сокращении сельхозугодий. Поэтому с 23 июня 1995 года Государственной регистрационной палатой колхозу присвоен статус племзавода. Хозяйство оправдывает его: поставляет высококлассный племенной молодняк всей республике, достигнут 6-тысячный рубеж по надою молока.
За достигнутые результаты колхоз, возглавляемый Горбуновым, награждался почётными грамотами, дипломами Совета Министров СССР, ВДНХ в 1976, 1977, 1982, 1984, 1988, 1994 гг., а также в честь 50-летия образования СССР юбилейным Почетным Знаком.
Руководил колхозом имени Мосолова до 1998 года.
Наряду с руководящей деятельностью вёл большую общественную работу. Два раза избирался депутатом Верховного Совета СССР X—XI созывов. Был депутатом Красноволжского сельсовета и членом Горномарийского райкома КПСС.
За вклад в развитие сельского хозяйства в 1991 году ему присвоено почётное звание «Заслуженный деятель сельского хозяйства Марийской ССР».  В 1997 году за достигнутые успехи присвоено звание лауреата Государственной премии Марий Эл. Награждён орденами Октябрьской Революции, Трудового Красного Знамени, Почёта, медалями, а также почётными грамотами Президиума Верховного Совета Марийской АССР и Республики Марий Эл.
Умер 15 ноября 2022 года на родине, похоронен там же.

## Трудовые награды и звания
- Заслуженный работник сельского хозяйства Марийской ССР (1991)[1]
- Орден Октябрьской Революции (1973)[1]
- Орден Трудового Красного Знамени (1984)[1]
- Орден Почёта (20 мая1996)[1] — за заслуги перед государством, успехи, достигнутые в труде[4]
- Государственная премия Республики Марий Эл (1997)[1]
- Медаль «За трудовую доблесть» (1971)[1]
- Юбилейная медаль «50 лет Победы в Великой Отечественной войне 1941—1945 гг.»
- Медаль «Ветеран труда»
- Медаль «В ознаменование 100-летия со дня рождения Владимира Ильича Ленина»
- Медали ВДНХ[1]
- Почётная грамота Президиума Верховного Совета Марийской АССР (1988)[1]
- Почётная грамота Республики Марий Эл (1998)[1]